# Église Saint-Nicolas de Saint-Maur-des-Fossés
Pour les articles homonymes, voir église Saint-Nicolas.
L'église Saint-Nicolas est une église catholique située à Saint-Maur-des-Fossés, dans le diocèse de Créteil (Val-de-Marne), en France. Elle est consacrée à saint Nicolas.

## Pèlerinage à la Vierge

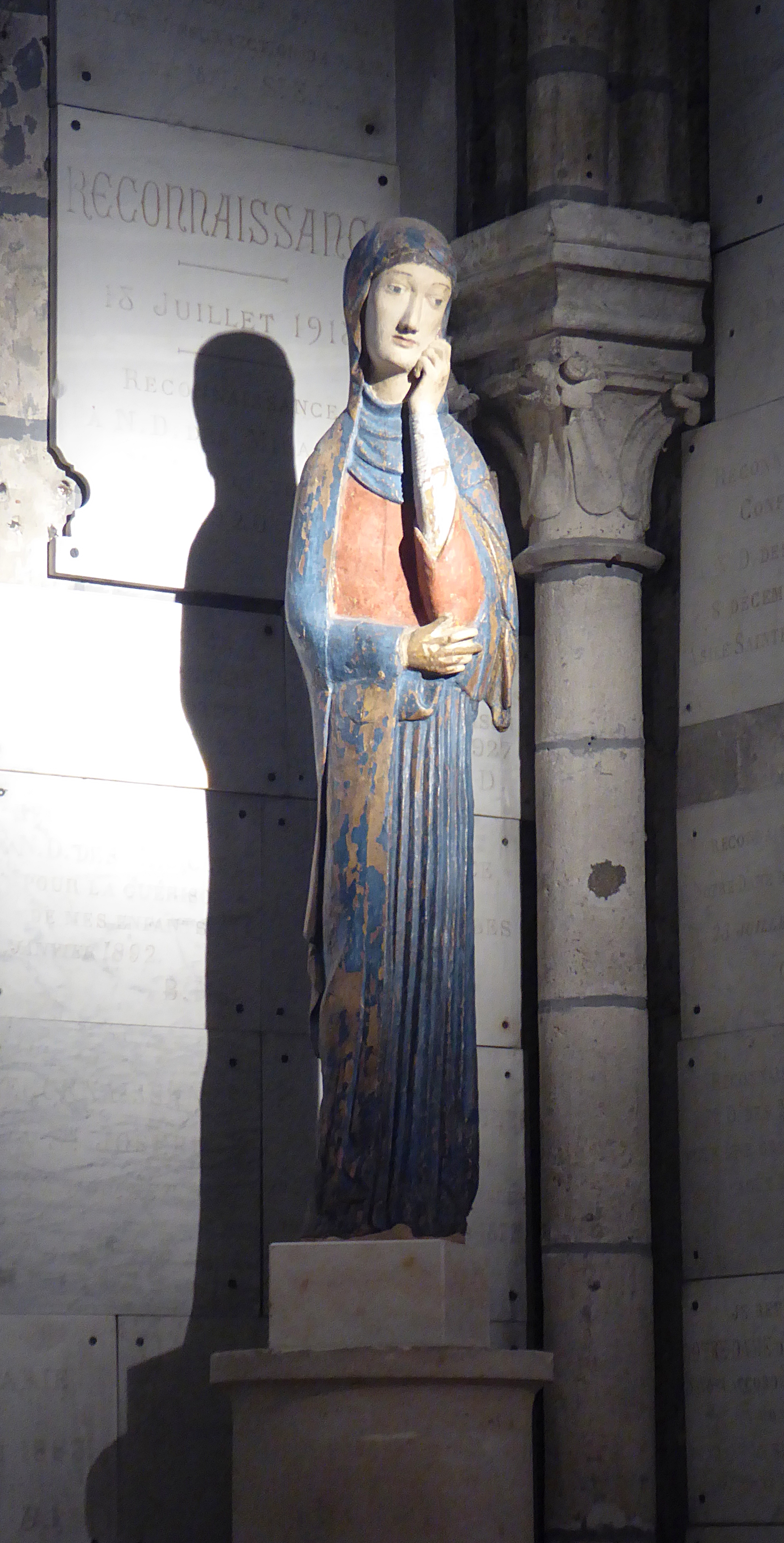
La statue de Notre-Dame des Miracles.

Jusqu'en 1968, un pèlerinage à la Vierge avait lieu depuis près de neuf siècles. Le pèlerinage a repris en 1988. C'est le pèlerinage de Notre-Dame des Miracles. Selon l'histoire relatée par Regnault de Citry en 1328, une statue de la Vierge fut commandée par Guillaume de Corbeil et apparut miraculeusement dans l'atelier d'un sculpteur le 10 juillet 1068. Selon la Tradition, la statue est acheiropoïète, c'est-à-dire non faite de main d'homme.

## Localisation
L'église est située à l'angle de la rue de Paris et de la rue du Four sur la commune de Saint-Maur-des-Fossés, dans le département du Val-de-Marne.

## Historique

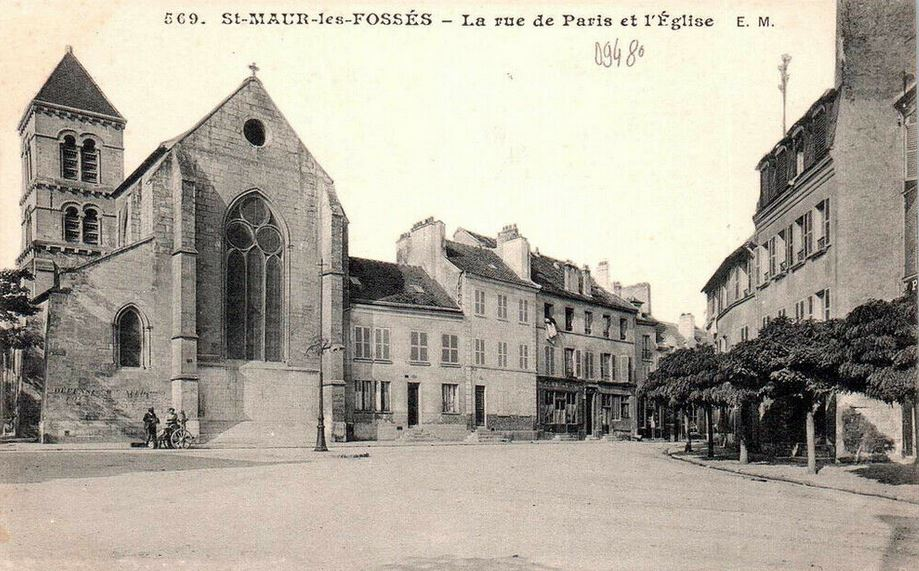
Saint-Maur-des-Fossés: Rue de Paris et église Saint-Nicolas.

C’est en 1137 qu’apparaît dans l’histoire une chapelle Saint-Nicolas au village de Fossez (le vieux Saint-Maur), lors du Miracle de la pluie, connu par deux manuscrits provenant de l’abbaye : à la suite d’une sécheresse dramatique qui frappa toute l’Europe occidentale, les moines avaient organisé une procession des reliques de saint Maur jusqu’à la limite de la seigneurie, côté Charenton. À leur retour, un violent orage éclata alors qu’ils achevaient de dire une messe dans la chapelle Saint-Nicolas. 
Le monument est classé au titre des monuments historiques depuis le 3 février 1947.
Le 7 janvier 2018, la messe du jour est diffusée, à l'occasion de l’Épiphanie, en direct à la télévision dans l'émission Le Jour du Seigneur sur France 2.

## Aujourd'hui
La paroisse Saint-Nicolas regroupe l'église Saint-Nicolas et l'église Sainte-Marie-aux-Fleurs sur la décision[Quand ?] de l'évêque de Créteil[Qui ?] et s'appelle maintenant paroisse de la Visitation.